# Cimballa
Cimballa – gmina w Hiszpanii, w prowincji Saragossa, w Aragonii, o powierzchni 31,95 km². W 2011 roku gmina liczyła 118 mieszkańców.